# Jutiapa (Honduras)
Jutiapa is een gemeente (gemeentecode 0104) in het departement Atlántida in Honduras. De gemeente grenst aan de Atlantische Oceaan.
De hoofdplaats Jutiapa ligt op de plaats waar de rivieren Papaloteca en Jutiapa bij elkaar komen, aan de voet van het gebergte Jutiapa.

## Bevolking
De bevolking is als volgt verdeeld:
| Vrouwen | 18.002 | 50,4% |
| Mannen  | 17.688 | 49,6% |

## Dorpen
De gemeente bestaat uit 31 dorpen (aldea), waarvan de grootste qua inwoneraantal: Jutiapa (code 010401), Corralitos (010406), La Bomba (010418) en Piedras Amarillas (010423).

## Geboren
- Maynor Figueroa (1983), voetballer
- Quiarol Arzú (1985), voetballer